# 卢森堡站 (巴黎)
卢森堡站（法語：Gare du Luxembourg），是法国的一个铁路车站，属于大区快铁B线。开通于1895年3月31日，位于巴黎第五区和第六区交界。属于第一收费区（法語：Zone 1）。

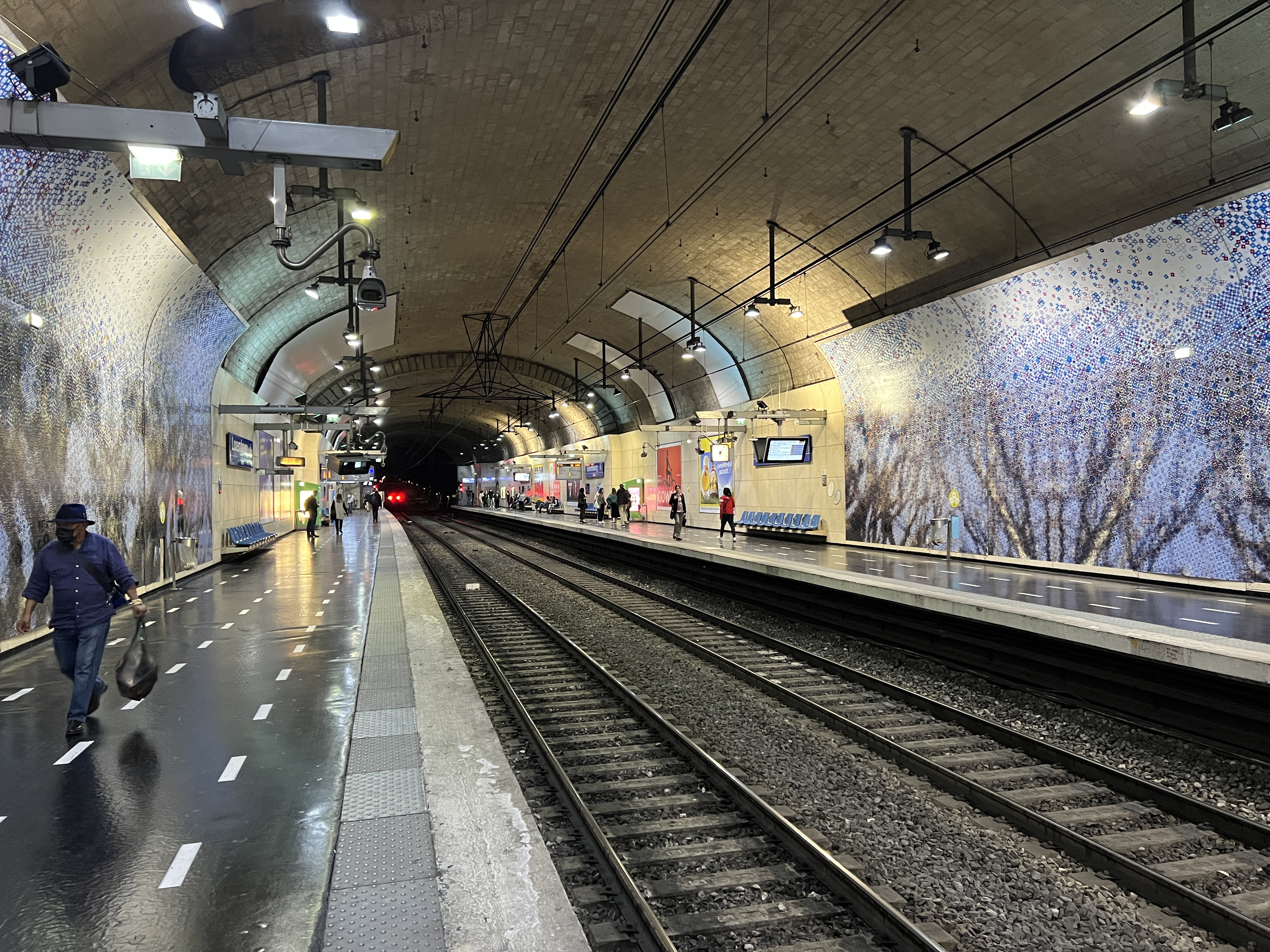
月台 (2022年5月)